# Blonde Redhead
Blonde Redhead — американская рок-группа, образованная в 1993 году в Нью-Йорке.

## История
Амедео и Симон Пейс родились в Милане, выросли в Монреале, а затем переехали в Бостон, чтобы изучать джазовую музыку. После получения степеней бакалавра они вошли в андеграундную музыкальную тусовку Нью-Йорка. Назвавшись по песне «Blonde Redhead» DNA, No Wave-группы из Нью-Йорка, братья Пейс и японские студенты по обмену Казу Макино и Маки Такахаси, изучавшие искусство, создали свою группу в 1993 году после случайной встречи в итальянском ресторане.
На Blonde Redhead обратил внимание ударник Sonic Youth Стив Шелли, который затем спродюсировал их дебютный альбом и выпустил на своем лейбле Smells Like Records 1995 году. Вскоре после этого Маки Такахаси покинул группу и был заменён на басу своей подругой Токо Ясуда. Несмотря на это, Ясуда не сыграла ни на одной студийной записи группы. Она также скоро покинула коллектив. Так Blonde Redhead окончательно оформились как трио. На их третьем альбоме «Fake Can Be Just as Good» (1997 год) к ним присоединился Вёрн Рамси из Unwound в роли сессионного басиста. На более поздних записях (альбом «Misery Is a Butterfly») на бас-гитаре играет Скули Свериссон, которого близнецы Пейс знали ещё со времен учёбы в Беркли. В то время он иногда присоединялся к группе для живых выступлений. Для записи четвёртого альбома «In an Expression of the Inexpressible» (1998 год) продюсером был нанят Гай Пиччиотто из Fugazi. Также он приложил свою руку к созданию песни «Futurism vs. Passéism Part 2» и записал для неё свой вокал. Пиччиотто также спродюсировал альбомы «Melody of Certain Damaged Lemons» (2000) и «Misery Is a Butterfly» (2004). Пластинку «23», которая была выпущена в апреле 2007 года на лейбле 4AD, спродюсировали сами участники группы в сотрудничестве с Аланом Моулдером. Восьмой альбом Blonde Redhead «Penny Sparkle» (сентябрь, 2010) был записан в Стокгольме при участии Van Rivers и The Subliminal Kid.
Blonde Redhead медленно, но уверенно пробили себе нишу на андерграундой и инди-сценах. Их ранние записи часто и во многом сравнивали с Sonic Youth. На поздних же альбомах (начиная с «Melody of Certain Damaged Lemons») они постепенно сменяли звучание на более мягкое и плавное. Казу Макино часто отмечают за её высокий, специфический голос. В ранний период творчества Blonde Redhead пользовались гитарами Teisco — в частности, нестандартной шестиструнной бас-гитарой.
Четырёхгодичный промежуток между альбомами «Melody of Certain Damaged Lemons» и «Misery Is a Butterfly» связан с восстановлением Казу Макино после травмы, нанесенной ей лошадью. Этот несчастный случай во многом повлиял на лирику и визуальные образы альбома «Misery Is a Butterfly» — в частности, клип на песню «Equus».

## Дискография
- Blonde Redhead (Smells Like Records, 1995)
- La Mia Vita Violenta (Smells Like Records, 1995)
- Fake Can Be Just as Good (Touch and Go, 1997)
- In an Expression of the Inexpressible (Touch and Go, 1998)
- Melody of Certain Damaged Lemons (Touch and Go, 2000)
- Misery Is a Butterfly (4AD, 2004)
- 23 (4AD, 2007)
- Penny Sparkle (4AD, 2010)
- Barragán (Kobalt Label Services, 2014)
- 3 O’Clock [EP] (Asa Wa Kuru, 2017)
- Sit Down for Dinner (Section1, 2023)